# František Zupka
František Zupka (30. června 1901 Marchegg – 2. června 1976 Mariánské Lázně) byl slovenský a československý politik, meziválečný i poválečný poslanec nejvyšších zákonodárných sborů za Komunistickou stranu Československa, odborový funkcionář, v 50. a 60. letech předseda Ústřední rady odborů.

## Biografie

### Mládí a politické aktivity před rokem 1945
Byl synem dělníka. Vyučil se soustružníkem. Byl zakládajícím členem KSČ, založené roku 1921. Už ve 30. letech 20. století patřil mezi přední komunistické funkcionáře na Slovensku.
V parlamentních volbách v roce 1935 se stal poslancem Národního shromáždění za komunisty. O poslanecké křeslo přišel koncem roku 1938 v souvislosti s rozpuštěním KSČ. Profesí byl kovodělníkem. Podle údajů z roku 1935 bydlel v Seredi nad Váhem.

### Politické aktivity po roce 1945
Po druhé světové válce se opět zapojil do politických aktivit. IX. sjezd KSČ ho zvolil za člena Ústředního výboru Komunistické strany Československa. X. sjezd KSČ, XI. sjezd KSČ a XII. sjezd KSČ ho ve funkci potvrdil. Na XIII. sjezdu KSČ zvolen nebyl. V letech 1945 – 1957 a znovu 1968 – 71 byl členem ÚV KSS a Předsednictva ÚV KSS. Do Předsednictva ÚV KSS byl zvolen již v srpnu 1945 na Žilinské konferenci strany.
Významnou roli hrál v odborovém hnutí. V roce 1946 se stal místopředsedou Ústřední rady odborů. V letech 1945-1949 a znovu 1953-1954 byl předsedou Slovenské odborové rady. V letech 1950-1952 a znovu od roku 1955 pak působil jako předseda celostátní Ústřední rady odborů. V této funkci byl opětovně potvrzen na odborovém sjezdu v roce 1959 a 1963. Roku 1965 jednalo vedení Ústřední rady odborů o ekonomických problémech státu. Schválila tehdy rezignaci Františka Zupky.
V letech 1945-1946 byl poslancem Prozatímního Národního shromáždění a v letech 1946-1948 Ústavodárného Národního shromáždění. V letech 1948-1968 zasedal v Národním shromáždění (po roce 1960 Národní shromáždění Československé socialistické republiky) a v letech 1969-1976 ještě sloužil jako poslanec ve Federálním shromáždění.
V letech 1948-1950 rovněž zastával funkci pověřence sociální péče v 9. Sboru pověřenců a 10. Sboru pověřenců.
Za normalizace se opětovně vrátil do nejvyšších stranických funkcí. Za člena Ústředního výboru Komunistické strany Československa ho zvolil XIV. sjezd KSČ a XV. sjezd KSČ.
V roce 1955 mu byl udělen Řád Klementa Gottwalda, v roce 1971 Řád republiky a roku 1973 Řád Vítězného února.
Zemřel náhle v červnu 1976 po krátké a těžké nemoci.